# Nederpop
Sous-genres
Levenslied, nederbeat
La nederpop, ou pop néerlandaise, est un genre de musique pop ayant émergé dans les années 1960 et 1970 aux Pays-Bas. Le genre attirera l'attention médiatique internationale comme démontrée par des groupes comme Shocking Blue, Golden Earring et Focus. Le terme est un jeu de mots entre le mot néerlandais Nederland (Pays-Bas) et « pop ». La majeure partie des groupes chantent en anglais ou sont exclusivement instrumentaux. Au début des années 1980, la nederpop revient soudainement dans la scène pop néerlandaise grâce au succès de Doe Maar. Ce succès aide d'autres groupes à chanter cette fois en néerlandais ou à se populariser.

## Histoire
Les premières chansons de nederpop peuvent être retracées aux Pays-Bas, plus précisément dans la ville d'Amsterdam. 
La nederpop trouve généralement son public parmi les jeunes, et les thèmes en néerlandais se concentrent sur le racisme et la toxicomanie. Des premiers éléments de nederpop sont lancés au festival Noorderslag en janvier 1968, considéré comme « le canon de la pop néerlandaise. » Les Tielman Brothers, un groupe indonésien venu à Bruxelles, sont l'un des premiers précurseurs du genre avec leur single Rock Little Baby of Mine (1958). Le chanteur local Peter Koelewijn remporte un franc succès avec le titre Rockets Bowl That Roof.
En 2008, l'auteur local Jan van der Plas présente son ouvrage intitulé 50 jaar Nederpop, een geschiedenis van de Nederlandse popmuziek. La même année, le journal OOR publie un top 100 des meilleurs albums de pop néerlandaise. Des compilations comme 100 Beste Nederpop Hits listent également les meilleures chansons nederpop. Pour commémorer les 50 ans d'existence du genre, une émission spéciale sur l'histoire du nederpop est diffusée et un concert en live au Heineken Music Hall est organisé le 3 octobre 2008. Des stations de radio comme Radio 2 diffusent en boucle de la nederpop, et un jeu télévisé consacré au genre est diffusé sur la chaîne Nederland 3. En 2014, la chaîne néerlandaise 192TV consacre une soirée aux pionniers de la nederpop comme The Buffoons, Johnny Kendall, The Motions, Les Baroques et The Shoes.

## Artistes représentatifs
Les artistes et groupes représentatifs du genre incluent notamment : Alice Deejay, Bløf, Claw Boys Claw, De Dijk, Golden Earring, Heideroosjes, Kane, De Kast, Luie Hond, The Nits, Normaal, Osdorp Posse, De Poema's (coopération de Van Dik Hout et d'Acda en de Munnik), Ron Wood, Rowwen Heze, The Scene, Skik, Stevie Ann, Twarres, et The Shoes.